# Monolignol

Struktur av tre vanliga monolignoler.

Monolignoler, även kallade lignoler, är en grupp av fenylpropanoider som är ligninets och lignanets monomerer. Tre vanliga monolignoler är koniferylalkohol, sinapylalkohol och parakumarylalkohol. Dessa monolignoler skiljer sig åt i deras grad av metoxilering av den aromatiska ringen. 
Monolignolerna härrör från aminosyran fenylalanin  som innehåller olika enzymer. Fenylalanin omvandlas först till parakumarylalkohol (H), som sedan utvecklas till koniferylalkohol (G) och sinapylalkohol (S). Denna reaktion sker i cytosolen, medan polymeriseringen av monolignolerna sker i apoplasten till vilken monolignolerna måste transporteras till genom cellmembranet. Monolignolerna har hittats som monolignol-4-O-β-d-, vilket kan vara deras främsta form för lagring. En annan teori för denna omvandling är att den förbättrar transporten av monolignolerna. Polymeriseringen består av oxidativa kopplingsreaktioner, som sker mellan propenylsubstituenterna, två aromatiska ringar eller en propenylsubstituent och en ring. Skillnaden mellan lignaner och lignin är antalet monolignoler de är sammansatta av. Lignaner är typiskt dimerer och därför lösliga och mottagliga för biologisk nedbrytning. Lignin är en polymer med en inert natur som bildar strukturerna hos vedartade växter.
Förhållandet mellan de tre monolignolerna såväl som deras kopplingar varierar beroende på växtarten. Till exempel härrör lignin från kungsgran nästan helt från koniferylalkohol, medan paracumarylalkohol är den huvudsakliga monomeren av lignin i gräs. Även inom en växt kan monomersammansättningen av lignin variera beroende på vilken del av växten och andra fenolföreningar kan hittas som monomerer i lignin.
Fenylpropener utvinns från monolignoler.